# Auriel Andrew
Auriel Andrew (Darwin, 1947-Newcastle, 2 de enero de 2017) fue una artista originaria de música country de la nación arrente de Australia Central.

## Biografía
Auriel viene de la nación arrente de Alice Springs. Su nombre de origen es Mbitjana y su tótem es la oruga peluda. La menor de siete hermanos, y comenzó a cantar a los cuatro años, y comenzó su carrera profesional a finales de 1960 trabajando con Chad Morgan en las zonas de Adelaida y de Port Lincoln, y apareció en emisiones musicales de televisión en vivo, incluyendo espectáculos organizados por Roger Cardwell, Johnny Mack & Ernie Sigley, y luego se convirtió en habitual en el Canal Nueve de Heather McKean y en el Reg Lindsey Show. En 1973, se trasladó a Sídney, y realizó giras con Jimmy Little, actuando en clubes y pubs alrededor de Nueva Gales del Sur.
Actuó en la Ópera de Sídney para la gran apertura de la sede, y cantó 'Amazing Grace' en idioma pitjantjitjara para el papa Juan Pablo II durante su gira por Australia. En los Deadlys 2008, fue presentada al Premio Auriel a la Trayectoria por su contribución a los originarios y del Torres Strait Islander Music. Sus grabaciones conocidas de Auriel incluyen el clásico country 'Truck Drivin Woman' 'y de Bob Randell Brown Skin Baby. Recientemente se realizó en el Adelaide Cabaret Festival Woodford Dreaming, y está llevando a cabo regularmente en diversos clubes de toda el área de Newcastle. En 2011 fue galardonada con la Medalla Orden de Australia (OAM) por su trabajo como artista y su contribución a sus comunidades a través de eventos de caridad.
En 2013, presentó su nuevo álbum "Return To Alice", producido por Gareth Hudson, incluyendo nuevas canciones originales acerca de su vida y de su infancia.
En 2000, apareció en el documental SBS "Buried Country: The Story of Aboriginal Country Music" acerca de la música country originaria. (asociado con el texto de Clinton Walker) cantando "Truck Driving Woman", y en la década de los 1970s fue invitada regular en el Johnny Mac Show, Channel Nine's Reg Lindsay's "Country and Western Hour" y en el Show de Ernie Sigley.
En 2007, apareció en el show de "Sorry Seems To Be The Hardest Word", guionado e interpretado por el artista inglés Christopher Green bajo la apariencia de Tina C. en el Adelaide Cabaret Festival.
Fue profesora de la cultura originaria, en las aulas, durante veinte años, transmitiendo sus conocimientos en las escuelas de Queensland, el Territorio del Norte y Nueva Gales del Sur, y en 2016 se unió al elenco de la adaptación de Clinton Walker con su Buried Country, que hizo su estreno en su ciudad natal de Newcastle el 20 de agosto.

## Honores

### Galardones
- Premios de la Música indígenas NT 2005: inducida al Salón de la Fama[3]
- The Deadlys 2008: Jimmy Little Premio a la Trayectoria por su contribución a los originarios & del Torres Strait Islander Music[5]
- Medalla de la Orden de Australia (OAM) «por su contribución al arte, la música y la educación».[6][4][7]